# Арчър (сериал)
„Арчър“ (на английски: Archer) е американски анимационен сериал по идея на Адам Рийд и излъчващ се по телевизия FX.
Осми сезон започва на 5 април 2017 г. по сродния канал FXX.
През септември 2016 г. Рийд обявява, че е планирал сериалът да приключи след десетия си сезон. Четиринайсетият и последен сезон започва на 30 август 2023 г. Финалът на сериала, състоящ се от три части, е излъчен на 17 декември 2023 г.